# Station Gummersbach
Station Gummersbach is een spoorwegstation in de Duitse plaats Gummersbach. Het uit 1937 daterende stationsgebouw is in 2012 afgebroken.
Elke 30 minuten rijdt er een stoptrein richting Keulen en elk uur richting Lüdenscheid, waar een directe verbinding is met Hagen en Dortmund. 